# Maalstroom nr. 2
Maalstroom nr. 2 is een kunstwerk in Amsterdam-Oost.
De kunstenaar Thomas Elshuis is van huis uit architect. Hij kreeg van een vriend van de familie een erfenis bestaande uit 20.000 foto’s. Sindsdien maakt hij collages van foto’s in wanden en andere constructies. Maalstroom nr. 2 staat opvallend op het Zeeburgereiland naast de tramhalte van tram 26 aan de Zuiderzeeweg. Het bestaat uit een aantal foto’s van duikers die een container lijken te bergen. De foto's hangen en staan boven op het P&R-gebouwtje, een creatie van architect Rowin Petersma. Het kunstwerk dateert uit 
Maalstroom nr. 1 staat bij Station Amsterdam Sloterdijk, deels ook op een P&R-huisje van Petersma.

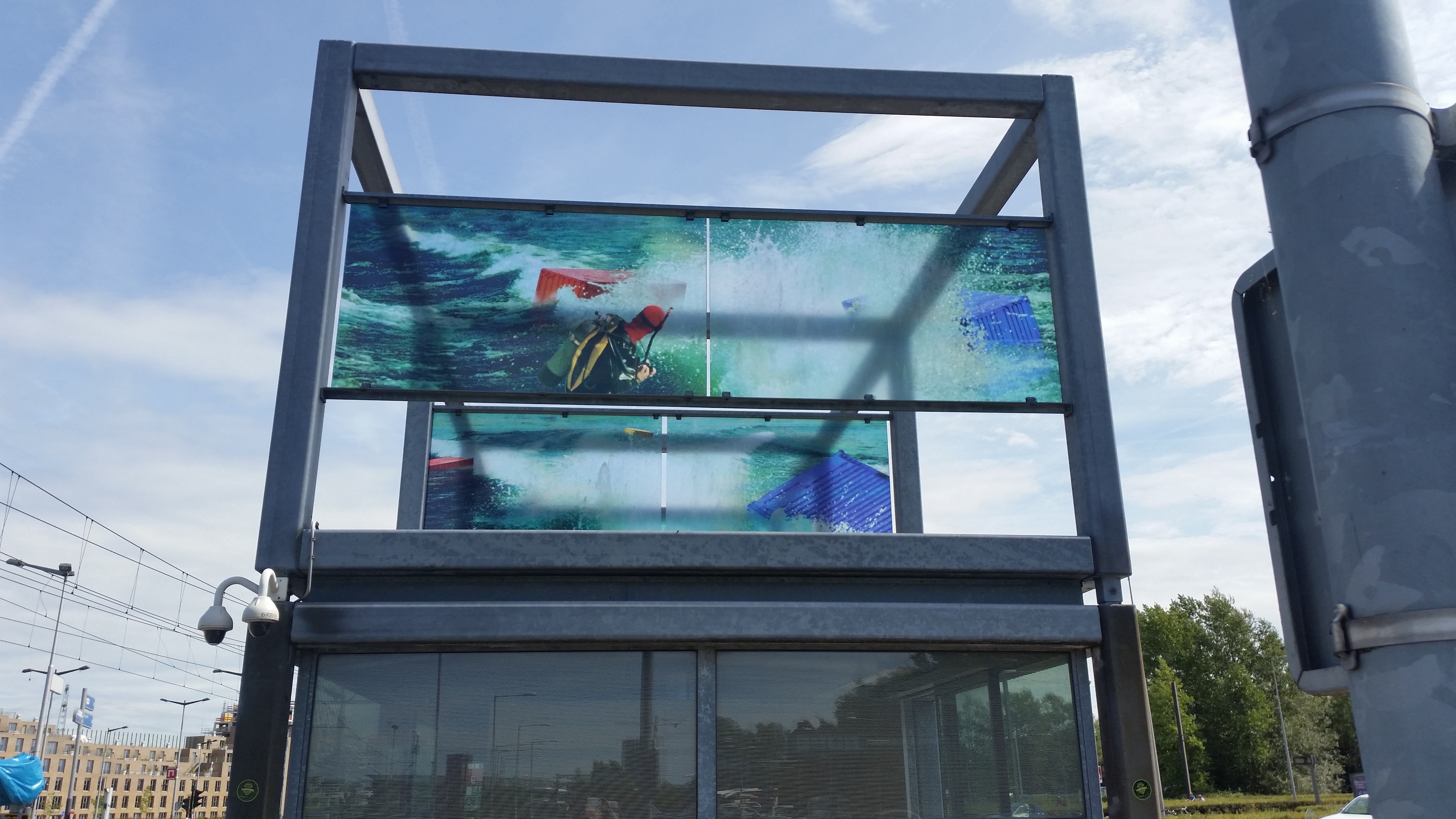
Duikers in de weer (augustus 2018)